# Diane DiMassa
Diane DiMassa (New Haven, 1959) è una fumettista statunitense attiva anche nella pittura ad olio e nella street art.

## Biografia
La disegnatrice, influenzata da Salvador Dalí, Robert Crumb e Alison Bechdel, creò la sua serie e il suo personaggio omonimo, Hothead Paisan, nel 1991. In cura per abuso di sostanze, iniziò a esternare le sue paure sotto forma di immagini come terapia. La sua compagna dell'epoca scoprì le sue tavole e la esortò a pubblicarle come fanzine underground, chiamata Hothead Paisan: Homicidal Lesbian Terrorist, pubblicata trimestralmente dal 1991 al 1996. Il crescente successo della serie tra le femministe lesbiche fece in modo che fosse pubblicata da una casa editrice di San Francisco.
La sua popolarità le ha anche permesso di allestire numerose mostre negli Stati Uniti e in Canada e di tenere conferenze in varie università. Diane DiMassa ha anche illustrato libri queer.

## Opere

### Fumetti
- Hothead Paisan : Homicidal Lesbian Terrorist, Pittsburgh, Pa, Cleis Press, 1993.
- "A Day with Chicken", 3 p. in Gay Comics, no. 22 (estate 1994).
- "Mightier than the Sorehead : Drawing Pens and Politics",  p. 45-54, The Nation, v. 258, no. 2 (17 gennaio 1994).
- The Revenge of Hothead Paisan, Homicidal Lesbian Terrorist, Pittsburgh, Pa., Cleis Press, 1995.
- "Born Queer", p. 60 in Gay Comics, no. 25 (primavera 1998).
- The Complete Hothead Paisan : Homicidal Lesbian Terrorist, San Francisco, Calif., Cleis Press, 1999.

### Illustrazioni
- Kathy Acker, Pussycat Fever, Edinburgh, AK Press, 1995.
- Kate Bornstein, My Gender Workbook, 1998.
- Anne Fausto-Sterling, Sexing the Body: Gender Politics and the Construction of Sexuality, 2000.